# Samut Songkhram

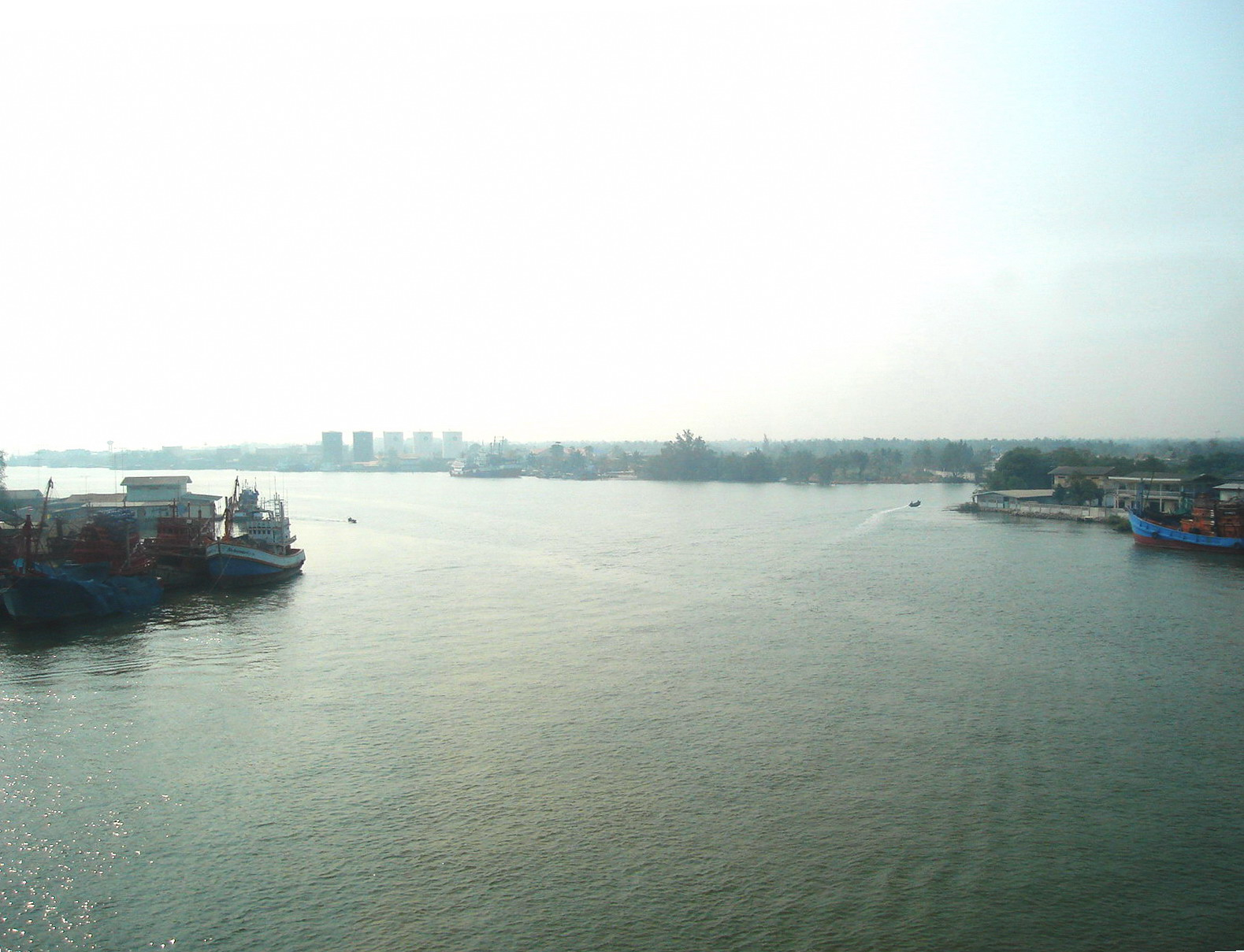
Cidade de Samut Songkhram

Samut Songkhram (em tailandês: สมุทรสงคราม) é uma cidade da Tailândia e capital da província de Samut Songkhram. É também, sede do distrito de Samut Songkhram. Abrange a área do Tambon Mae Klong (também o antigo nome da cidade), bem como o Mae Klong, que entra no Golfo da Tailândia, perto da cidade. A cidade é o término do Maeklong Railway.